# Fritz Rösing
Friedrich Ferdinand „Fritz“ Rösing (* 17. Dezember 1874 in Berlin; † 13. April 1970) war ein deutscher Heeresoffizier, Stahlhelm-Funktionär und Kommunalpolitiker.

## Leben und Wirken
Rösing war ein Sohn des Diplomaten Johannes Rösing und dessen Ehefrau Clara geborene von Ammon (1843–1931), der Tochter des Juristen und Parlamentariers Friedrich Ferdinand von Ammon, und ein Bruder des Marineoffiziers Bernhard Rösing. Die Familie wohnte – nach anfänglichem Quartier In den Zelten, dem Geburtshaus Rösings – im Alsenviertel in einem Haus an der Roonstraße, in dem auch der mecklenburgische Gesandte Max von Prollius residierte. Ein Jugendfreund Rösings war Arthur Weber (1877–1952), ein Bruder von Max Weber, der später mit Rösing aufgrund der persönlichen Lage seines Bruders in einen Schriftkontakt trat. Von 1880 bis 1894 besuchte Rösing in Berlin das Französische Gymnasium und das Falk-Realgymnasium. Anschließend begann er seine militärische Laufbahn beim Garde-Pionier-Bataillon, bis er 1898 an die Artillerie- und Ingenieurschule wechselte. Von 1905 bis 1908 absolvierte er die Kriegsakademie in Berlin. Von Oktober 1910 bis April 1911 unterrichtete er als Oberleutnant an der Kriegsschule in Potsdam. Anschließend war er Kompaniechef im Garde-Pionier-Bataillon.
1912 heiratete Rösing in Mülheim am Rhein Edith Charlier aus Paris (* 1892), die Tochter des Kölner Waggonfabrikanten Paul Charlier (1851–1943). Im selben Jahr wurde er, weiter beim Garde-Pionier-Bataillon im Dienst stehend, zum Hauptmann im Ingenieur- und Pionierkorps ernannt.  Im Ersten Weltkrieg fungierte er als Kommandeur eines Pionierbataillons in der Infanterie-Division des Generals Oskar von Watter. Unter seiner Führung baute es im November 1918 eine Pontonbrücke zum Rücktransport der deutschen Truppen über den Rhein zwischen Brohl und Rheinbrohl. Nach Kriegsende schied Rösing im Range eines Majors aus dem Militärdienst aus und zog im darauffolgenden Jahr mit seiner Familie von Berlin-Treptow nach einem Zwischenaufenthalt in Königswinter in der im Besitz seines Schwiegervaters befindlichen Hirschburg Ende 1919 in das benachbarte Niederdollendorf, wo seine Familie mütterlicherseits seit langem ein villenartiges Anwesen besaß („Villa/Haus Ammon“; 1981 abgebrochen). Um es als Landwirt bewirtschaften zu können, absolvierte er ein Studium an der landwirtschaftlichen Fakultät der Universität Bonn. Zudem trat er Anfang der 1920er-Jahre in den Aufsichtsrat der Kölner Waggonfabrik Van der Zypen & Charlier ein, deren Teilhaber sein Schwiegervater Paul Charlier war.
1921 wurde er von der Deutschnationalen Volkspartei (DNVP) für die Wahlen zum 1. Preußischen Landtag als einer der Kandidaten im Wahlkreis Köln-Aachen aufgestellt. Im selben Jahr wirkte er auf die Gründung einer DNVP-Ortsgruppe in der Bürgermeisterei Oberkassel hin. Zudem war er Ehrenvorsitzender des Kameradschaftlichen Kriegervereins Niederdollendorf. 1925 übernahm er den Vorsitz des neugegründeten Verkehrs- und Verschönerungsvereins für Oberdollendorf, Niederdollendorf, Römlinghoven und Heisterbach. 1927 wurde er Aufsichtsratsmitglied der von Van der Zypen & Charlier mit begründeten  Vereinigten Westdeutschen Waggonfabriken (Westwaggon) unter Vorsitz von Paul Charlier. 1929 zog er für die Unabhängige Bürgerpartei in den Gemeinderat von Niederdollendorf ein und kandidierte auf den Listen der DNVP auch für den Kreistag und Provinziallandtag. Im selben Jahr führte er den örtlichen Ausschuss für das Volksbegehren gegen den Young-Plan im Amt Oberkassel an. Ab 1930 war er Vorsitzender der Ortsgruppe Niederdollendorf des Reichsbundes der Kinderreichen und Vorstandsmitglied des Verschönerungsvereins für das Siebengebirge (VVS), dabei zeitweise eingesetzt als Betreuer des Nordabschnitts des Siebengebirges. Anfang der 1930er-Jahre übernahm er Führungspositionen innerhalb des Stahlhelms, Bund der Frontsoldaten, zunächst als Ortsgruppenführer im Amt Oberkassel, später als Kreisreferent für den freiwilligen Arbeitsdienst im Siegkreis, Führer des mehrere Ortsgruppen umfassenden Bezirks Königswinter sowie stellvertretender Leiter des Gaues Bonn. Er fungierte bis zum Ende der Weimarer Republik weiterhin als Vorsitzender der DNVP-Ortsgruppe und führte im Vorfeld der Reichstagswahl im März 1933 auch den örtlichen Zusammenschluss mit dem Stahlhelm als Kampffront Schwarz-Weiß-Rot an. 1933 zog er erneut in den Niederdollendorfer Gemeinderat ein und wurde auch in den evangelischen Gemeinderat Oberkassel gewählt.
Nach dem Übergang des Stahlhelms auf die SA Anfang 1934 wurde Rösing zum Sturmbannführer der Reserve-Standarte 160 ernannt, trat aber bereits im folgenden Jahr nach seiner Absetzung von dieser Funktion wieder aus der SA aus. Zu seinen weiteren Mitgliedschaften gehörten der Nationalsozialistische Deutsche Dozentenbund (ab 1934) und die Nationalsozialistische Volkswohlfahrt (ab 1935). Ab 1935 war er Leiter der Gemeindegruppe Oberkassel des Reichsluftschutzbundes. 1937 wurde er als Vorsitzender des Verkehrs- und Verschönerungsvereins von Amtsbürgermeister Tersteegen abgelöst und zu dessen Stellvertreter ernannt, wobei ihm weiterhin die Geschäftsführung oblag. Im Frühjahr 1937 nahm er beim VI. Armeekorps in Münster als Führer eines Landwehr-Pionierbataillons an einer Übung teil. Am 30. September 1937 beantragte er die Aufnahme in die NSDAP und wurde rückwirkend zum 1. Mai desselben Jahres aufgenommen (Mitgliedsnummer 5.307.853). Mit Beginn des Zweiten Weltkriegs wurde Rösing beim VI. Armeekorps als Kommandeur eines Bau-Ersatzbataillons eingesetzt und im November 1940 zum Oberstleutnant befördert. Im August 1943 erfolgte mit der weiteren Beförderung zum Oberst seine Versetzung in die Führerreserve, im Frühjahr 1944 wurde er aus dem Dienst entlassen.

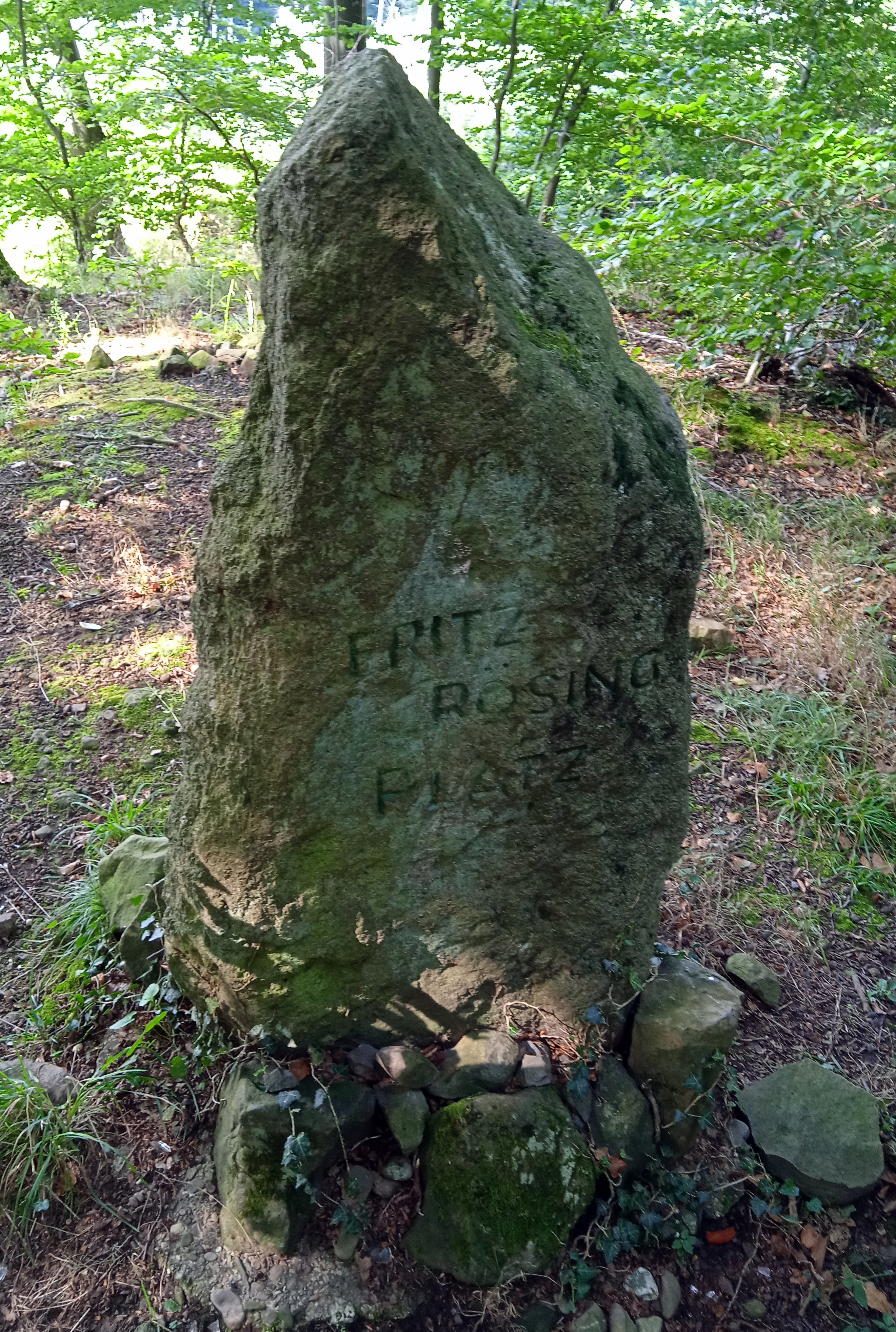
Gedenkstein am Fritz-Rösing-Platz

Nach Kriegsende wurde Rösing bei der Wiedergründung des Verkehrs- und Verschönerungsvereins Dollendorf (VVD) im März 1948 zum Ehrenvorsitzenden ernannt. Im Zuge seines Entnazifizierungsverfahrens 1948/49 setzten sich unter anderem der damalige Oberdollendorfer Bürgermeister Leo Tendler und der frühere Amtsbürgermeister Richard Nücker für ihn ein. Er blieb noch bis 1952 Aufsichtsratsmitglied von Westwaggon. 1955 wurde zu Ehren Rösings am Falkenberg an der Nordseite des Petersbergs durch den VVD ein Aussichtspunkt geschaffen, als „Fritz-Rösing-Platz“ benannt und mit einem Gedenkstein versehen, zu dem später auch eine Gedenktafel hinzukam. Rösing hatte sieben Kinder, von denen eines in jugendlichem Alter verstarb.

## Auszeichnungen
- Eisernes Kreuz I. Klasse[8]
- Preußischer Kronenorden 4. Klasse (1910)[62][8]
- Bremer Hanseatenkreuz[8]
- Albrechts-Orden[8]
- Kriegsverdienstkreuz II. und I. Klasse (1941/1942)[8][2]